# Sveinstindur
Sveinstindur är en bergstopp i republiken Island. Den ligger i regionen Suðurland, 170 km öster om huvudstaden Reykjavík. Toppen på Sveinstindur är 1 089 meter över havet.
Trakten runt Sveinstindur är nära nog obefolkad, med mindre än två invånare per kvadratkilometer. Det finns inga samhällen i närheten. Trakten runt Sveinstindur består i huvudsak av gräsmarker.